# Thirty Seconds Over Winterland
Albums de Jefferson Airplane
Long John Silver
(1972) Early Flight
(1974)
Thirty Seconds Over Winterland est le deuxième album live du groupe de rock psychédélique californien Jefferson Airplane. Il est sorti en avril 1973 sur le label Grunt et a été produit par le groupe. Sa pochette, qui représente des grille-pain ailés, est restée célèbre.

## Historique
Malgré son appellation, tous les titres de cet album n'ont pas été enregistré à la Winterland Arena de San Francisco le 21 et 22 septembre 1972, certains titres ont été enregistrés le 24 et 25 août 1972 à l'Auditorium Theatre de Chicago. Le concert du 22 septembre sera le dernier du groupe avant sa séparation, Jorma Kaukonen et Jack Casady se consacreront à leur groupe Hot Tuna, tandis que les autres membres continueront sous le nom de Jefferson Airplane.
Cet album se classa à la 52e place du Billboard 200 aux États-Unis et à la 53e place des charts canadiens.
La réédition 2009 proposera cinq titres bonus

## Liste des titres
Face 1
1. Have You Seen the Saucers? (Paul Kantner) – 4:15
2. Feel So Good (Jorma Kaukonen) – 11:10
3. Crown of Creation (Kantner) – 4:05

Face 2
1. When the Earth Moves Again (Kantner) – 4:05
2. Milk Train (Grace Slick, Papa John Creach, Roger Spotts) – 3:57
3. Trial by Fire (Kaukonen) – 5:00
4. Twilight Double Leader (Kantner) – 5:41

Titres bonus réédition 2009
1. Wooden Ships (Kantner, David Crosby, Stephen Stills) - 6:37
2. Long John Silver (Slick, Jack Casady) - 5:32
3. Come Back Baby (Lightnin' Hopkins) - 7:08
4. Lawman (Slick) - 3:14
5. Diana / Volunteers (Kantner, Slick) / (Marty Balin, Kantner) - 6:06

## Musiciens
- Jack Casady : basse
- Paul Kantner : chant, guitare rythmique
- Jorma Kaukonen : chant, guitare
- Grace Slick : chant
- Papa John Creach : violon
- John Barbata : batterie, percussions
- David Freiberg : chant

## Charts
| Pays       | Durée du classement | Meilleur classement |
| ---------- | ------------------- | ------------------- |
| Canada     | 12 semaines         | 53e                 |
| États-Unis | 16 semaines         | 52e                 |